# S/2006 S 3
S/2006 S 3 je prirodni satelit planeta Saturn otkriven 2006. godine. Vanjski nepravilni satelit iz Nordijske grupe s oko 6 kilometara u promjeru i orbitalnim periodom od 1160.7 dana.